# Chicago Bears 2021
La stagione 2021 dei Chicago Bears è stata la 102ª della franchigia nella National Football League e la quarta e ultima con Matt Nagy come capo-allenatore. La squadra concluse con un record di 6–11, non riuscendo a fare ritorno ai playoff. Nagy e il general manager Ryan Pace furono licenziati il 10 gennaio 2022.

## Scelte nel Draft 2021
| Scelte dei Bears nel Draft 2021 |        |                   |       |                |
| Giro                            | Scelta | Giocatore         | Ruolo | College        |
| 1                               | 11     | Justin Fields     | QB    | Ohio State     |
| 2                               | 39     | Teven Jenkins     | OT    | Oklahoma State |
| 5                               | 151    | Larry Borom       | OL    | Missouri       |
| 6                               | 217    | Khalil Herbert    | RB    | Virginia Tech  |
| 6                               | 221    | Dazz Newsome      | WR    | North Carolina |
| 6                               | 228    | Thomas Graham Jr. | CB    | Oregon         |
| 7                               | 250    | Khyiris Tonga     | DT    | BYU            |

## Roster
| Roster dei Chicago Bears nel 2021 |
| --- |
| Quarterback - 14 Andy Dalton - 1 Justin Fields - 9 Nick Foles Running Back - 24 Khalil Herbert - 32 David Montgomery - 8 Damien Williams Wide Receiver - 10 Damiere Byrd - 84 Marquise Goodwin - 11 Darnell Mooney - 12 Allen Robinson - -- Nsimba Webster RS Tight End - 80 Jimmy Graham - 81 J.P. Holtz - 87 Jesper Horsted - 18 Jesse James - 85 Cole Kmet Offensive Linemen - 64 Alex Bars G - 75 Larry Borom T - 68 James Daniels G - 74 Germain Ifedi T - 67 Sam Mustipher C - 71 Jason Peters T - 73 Lachavious Simmons T - 65 Cody Whitehair G - 70 Elijah Wilkinson T Defensive Linemen - 90 Angelo Blackson DE - 91 Eddie Goldman NT - 96 Akiem Hicks DE - 98 Bilal Nichols DE - 95 Khyiris Tonga NT Linebacker - 50 Jeremiah Attaochu OLB - 99 Trevis Gipson OLB - 45 Joel Iyiegbuniwe ILB - 92 Caleb Johnson ILB - 57 Christian Jones ILB - 52 Khalil Mack OLB - 44 Alec Ogletree ILB - 94 Robert Quinn OLB - 58 Roquan Smith ILB - 55 Josh Woods ILB Defensive Back - 25 Artie Burns CB - 26 Deon Bush SS - 43 Marqui Christian FS - 47 Xavier Crawford CB - 38 Tashaun Gipson SS - 36 DeAndre Houston-Carson FS - 4 Eddie Jackson FS - 33 Jaylon Johnson CB - 20 Duke Shelley CB - 22 Kindle Vildor CB Special Team - 16 Pat O'Donnell P - 2 Cairo Santos K - 48 Patrick Scales LS Lista delle riserve - 29 Tarik Cohen RB (PUP) - 97 Mario Edwards Jr. DE (Sospeso) - 76 Teven Jenkins T (IR) - 63 LaCale London DE (IR) - 31 Tre Roberson CB (IR) - 59 Danny Trevathan ILB (IR) Squadra di allenamento - 13 Rodney Adams WR - 93 Auzoyah Alufohai NT - 19 Isaiah Coulter WR - 60 Dieter Eiselen G - 27 Thomas Graham Jr. CB - 53 Arlington Hambright G - 6 Brian Johnson K - 86 Jon'Vea Johnson WR - 78 Sam Kamara OLB - 35 Ryan Nall RB - 83 Dazz Newsome WR - 46 Artavis Pierce RB - 49 Charles Snowden OLB - 37 Teez Tabor SS - 72 Tyrone Wheatley Jr. T 53 attivi, 6 inattivi, 15 nella squadra di allenamento |
| Legenda - I rookie sono in corsivo. - Il primo ruolo è il principale mentre gli eventuali successivi indicano i ruoli secondari. - (IR) sta per Injured Reserve ed indica la lista ristretta per un solo giocatore infortunato che può tornare ad allenarsi dopo la settimana 6 e a rientrare in prima squadra dopo che questa ha giocato 8 partite. - (NF-Inj.) / (NF-Ill.) stanno rispettivamente per Non-Football Injured e Non-Football Illness ed indicano le liste dove viene inserito un giocatore che ha un infortunio o una malattia non dipendente dal football americano. - (PUP) sta per Physically Unable to Perform ed indica la lista dove viene inserito un giocatore mentre è in attesa di recuperare la condizione fisica. Nella stagione regolare dopo la sesta partita giocata dalla propria squadra, il giocatore ha tempo tre settimane per riprendere ad allenarsi, più tre settimane aggiuntive dal suo rientro agli allenamenti per rientrare in prima squadra. |

## Calendario
| Stagione regolare |                    |                         |                    |                    |                       |                    |
| Turno             | Data               | Avversario              | Risultato          | Record             | Stadio                | Sintesi            |
| 1                 | 12 settembre       | at Los Angeles Rams     | S 14–34            | 0–1                | SoFi Stadium          | Recap              |
| 2                 | 19 settembre       | Cincinnati Bengals      | V 20–17            | 1–1                | Soldier Field         | Recap              |
| 3                 | 26 settembre       | at Cleveland Browns     | S 6–26             | 1–2                | FirstEnergy Stadium   | Recap              |
| 4                 | 3 ottobre          | Detroit Lions           | V 24–14            | 2–2                | Soldier Field         | Recap              |
| 5                 | 10 ottobre         | at Las Vegas Raiders    | V 20–9             | 3–2                | Allegiant Stadium     | Recap              |
| 6                 | 17 ottobre         | Green Bay Packers       | S 14–24            | 3–3                | Soldier Field         | Recap              |
| 7                 | 24 ottobre         | at Tampa Bay Buccaneers | S 3–38             | 3–4                | Raymond James Stadium | Recap              |
| 8                 | 31 ottobre         | San Francisco 49ers     | S 22–33            | 3–5                | Soldier Field         | Recap              |
| 9                 | 8 novembre         | at Pittsburgh Steelers  | S 27–29            | 3–6                | Heinz Field           | Recap              |
| 10                | Settimana di pausa | Settimana di pausa      | Settimana di pausa | Settimana di pausa | Settimana di pausa    | Settimana di pausa |
| 11                | 21 novembre        | Baltimore Ravens        | S 13–16            | 3–7                | Soldier Field         | Recap              |
| 12                | 25 novembre        | at Detroit Lions        | V 16–14            | 4–7                | Ford Field            | Recap              |
| 13                | 5 dicembre         | Arizona Cardinals       | S 22–33            | 4–8                | Soldier Field         | Recap              |
| 14                | 12 dicembre        | at Green Bay Packers    | S 30–45            | 4–9                | Lambeau Field         | Recap              |
| 15                | 20 dicembre        | Minnesota Vikings       | S 9–17             | 4–10               | Soldier Field         | Recap              |
| 16                | 26 dicembre        | at Seattle Seahawks     | V 25–24            | 5–10               | Lumen Field           | Recap              |
| 17                | 2 gennaio          | New York Giants         | V 29–3             | 6–10               | Soldier Field         | Recap              |
| 18                | 9 gennaio          | at Minnesota Vikings    | S 17–31            | 6–11               | U.S. Bank Stadium     | Recap              |

## Premi

### Premi settimanali e mensili
- Robert Quinn

difensore della NFC del mese di novembre
- Jakeem Grant

giocatore degli special team della NFC della settimana 14